# Тіхе (гіпотетична планета)

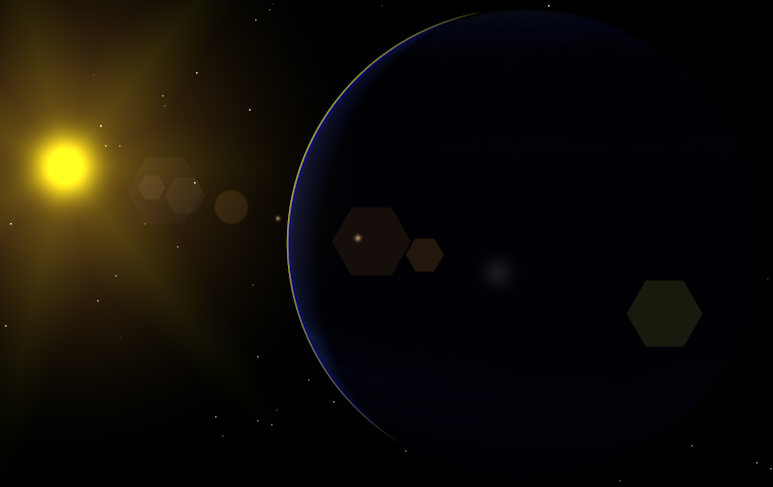
Художнє зображення Тіхе

Тіхе — гіпотетична планета, газовий гігант, розташований, як вважається, у хмарі Оорта, у зовнішній частині Сонячної системи.
Гіпотезу про існування Тіхе висунули Патрік Вітман (Patrick Whitman) та Деніел Вітмаєр (Daniel P. Whitmire) з Університету Луїзіани в Лафаєті. Вони стверджували, що доказом існування Тихе можна вважати передбачуване зміщення точок походження довгоперіодичних комет. Пізніше Джон Мейтіс (John J. Matese) і Вітмаєр зазначили, що якщо Тіхе існує, вона повинна бути виявлена в архіві даних, зібраних космічним телескопом WISE.
У 2014 році агенція НАСА оголосила, що дослідження WISE не виявило жодного об'єкта з характеристиками Тіхе, запропонованими Маейтисом, Вітманом і Вітмаєром.

## Історія
Д. Мейтіс уперше припустив існування планети Тихе (Тихея) у 1999 році, виходячи з отриманого зсуву в точках походження довгоперіодичних комет. Замість поширеного переконання, що комети прибувають із випадкових точок на небі, Матіс дійшов висновку, що насправді вони об'єднані в групи за нахилом екліптики і виходять із хмари Оорта. Такі кластери можна пояснити результатом взаємодії з невидимим об'єктом розміром щонайменше з Юпітер.
Альтернативні пояснення надходження комет у внутрішню частину Сонячної системи припускають наявність зорі-«компаньйона» Сонця, що впливає на них своєю гравітацією, — коричневого карлика Немезиди, орбіта якої пролягає за хмарою Оорта й має дуже великий ексцентриситет. Утім, на думку групи астрономів Університету Луїзіани, у Сонячній системі може існувати ще одна планета-гігант, яка перебуває на традиційній круговій орбіті в хмарі Оорта на відстані прибл. 0,5 світлового року (30 тис. а. о.) від Сонця.
Дослідивши орбіти крижаних комет, група Матіса припустила, що близько 20 % комет, які потрапляють у Сонячну систему, «втягуються» гравітаційними силами масивного космічного об'єкта, який перебуває в хмарі Оорта та має масу принаймні в 1,4 раза більше Юпітера, але не є зорею — інакше відсоток захоплених гравітаційним полем комет був би набагато більший. Група також припустила, що існування цього гіпотетичного об'єкта дає змогу пояснити своєрідність орбіти транснептунового об'єкта Седни. Однак вибірка, на основі якої зроблені ці припущення, була невеликою, і результати цих досліджень поки вважаються недостатньо переконливими.

## Орбіта
Вітмаєр і Мейтіз припустили, що орбіта Тихе має пролягати на відстані, яка приблизно в 500 разів перевищує відстань до Нептуна, — бл. 15 000 а. о. (2,2×1012 км) від Сонця, тобто трохи менше чверті світлового року. Іншими словами, орбіта Тіхе лежить далеко у хмарі Оорта, дальня межа якої, за оцінками, пролягає на відстані понад 50 000 а. о. Орбітальний період має становити приблизно 1,8 мільйона років. Невдалий пошук старіших даних обсерваторії IRAS припускає, що об'єкт масою 5 мас Юпітера повинен перебувати на відстані понад 10 000 а. о. Така планета оберталася б у площині, відмінній від екліптики, а отже, ймовірно, мала перебувати на широкій бінарній орбіті під час свого формування. Широкі бінарні орбіти можуть утворюватися внаслідок гравітаційних захоплень під час розпаду розсіяних зоряних скупчень.

## Маса
У 2011 році Вітмаєр і Мейтіз припустили, що гіпотетична планета може бути в чотири рази масивнішою за Юпітер і мати відносно високу температуру — приблизно 200 К (−73 °C) — завдяки залишковому теплу від її утворення та нагріванню за механізмом Кельвіна — Гельмгольца. Вона була б недостатньо масивною, щоб у її надрах відбувалися реакції ядерного синтезу: цей процес можливий лише в об'єктах, маса яких перевищує приблизно 13 мас Юпітера. Хоча Тихе була б масивнішою за Юпітер, розміром вона б радше нагадувала Юпітер, оскільки зі збільшенням маси тиск виродженого газу змушує масивні газові гіганти збільшуватися лише в густині, а не в розмірах. Якби Тихе могла бути знайдена, її відкриття сталося б до кінця 2013 року і вона мала б масу лише 1—2 маси Юпітера.

## Місія WISE
Космічний телескоп WISE завершив інфрачервону зйомку всього неба, зокрема й областей, де, за припущеннями Вітмаєра й Мейтіса, може бути знайдена Тіхе. 14 березня 2012 року був опублікований каталог першої зйомки всього неба в рамках місії WISE, а наприкінці 2013 року випущено AllWISE — другий, додатковий каталог огляду неба.
7 березня 2014 року NASA повідомило, що телескоп WISE виключив можливість існування об'єктів розміром із Сатурн на відстані до 10 000 а. о. і об'єктів розміром з Юпітер на відстані до 26 000 а. о. (0,4 світлового року).

## Походження назви
Тіхе (Тюхе) (грец. Τύχη) — богиня вдачі у грецькій міфології. Назву було обрано на противагу Немезиді — богині відплати. Отже, виходить, що Тіхе — це ім'я «доброї сестри-суперниці» Немезиди.
Назву Тіхе вперше використав для зовнішнього хмарного об'єкта Оорта Джей Дейві Кіркпатрік у Центрі обробки й аналізу інфрачервоного випромінювання Каліфорнійського технологічного інституту.